# Le avventure di Alice sottoterra
Le avventure di Alice sottoterra (Alice's Adventures Under Ground) è un romanzo scritto nel 1864 da Lewis Carroll. È una versione primitiva di quello che diventerà il maggior successo dell'autore inglese, Alice nel Paese delle Meraviglie, pubblicato l'anno seguente.

## Storia editoriale
L'opera venne ideata dall'autore il 4 luglio 1862, durante un breve viaggio in barca fra Folly Bridge, vicino a Oxford, e il villaggio di Godstow, al quale parteciparono, oltre a Carroll, il reverendo Robinson Duckworth dell'Università di Oxford e le tre sorelle Liddell, Edith, Lorina e Alice. Carroll (il cui vero nome era Charles Lutdwig Dodgson) era profondamente legato a queste bambine, figlie del suo amico Henry Liddell; in particolare, amava trascorrere del tempo con Alice, la sorella mezzana, da lui ritratta in numerose fotografie. 
Durante la gita (a proposito della quale Carroll scriverà anche un poemetto intitolato All in the golden afternoon), l'autore improvvisò per le bambine un racconto avente per protagonista una bambina di nome Alice, la quale si trovava catapultata in un mondo fantastico pieno di creature magiche. Sebbene il personaggio portasse lo stesso nome della piccola Liddell, non era ispirato a lei; tuttavia la bambina si entusiasmò al punto di richiedere all'autore di mettere per iscritto la storia. Un primo manoscritto fu elaborato già nei giorni immediatamente successivi alla gita, ma solo nel 1864, in occasione del Natale, donò ad Alice Liddell un libretto interamente composto a mano da lui, nel quale la storia veniva presentata col titolo di Alice's Adventures Under Ground.
Carroll fece leggere la storia anche a un suo amico editore, George MacDonald, che gli propose di pubblicarla a patto che fosse espansa e arricchita; l'autore inventò dunque nuovi personaggi e situazioni, e incaricò sir John Tenniel di illustrare il libro. Anche il titolo fu cambiato, dapprima in Alice among the fairies (Alice tra le fate), poi in Alice's golden hour (L'ora dorata di Alice) e infine in Alice in Wonderland. Il libro uscì nel 1865 e riscosse un grande successo; nel 1871 Carroll scrisse il suo sequel Attraverso lo specchio e quel che Alice vi trovò.
Nel 1885 a Carroll fu proposta la pubblicazione in anastatica del manoscritto originale; l'autore scrisse ad Alice Liddell, ormai sposata, per chiederle in prestito la sua copia e farne copie fotostatiche. I suoi rapporti con la famiglia Liddell si erano già deteriorati prima del 1864, per questioni mai del tutto chiarite (inclusa l'ipotesi di attenzioni pedofile dell'autore nei confronti di Alice o di sua sorella Lorina); nondimeno la donna acconsentì al prestito. I due intrattennero un cordiale rapporto epistolare e si rividero un'ultima volta nel 1888. Alla morte di Carroll, avvenuta nel 1898, Alice non fu presente.
Nel 1928, trovandosi in difficoltà economiche, Alice Liddell fu costretta a mettere all'asta il manoscritto. Venduto a una cifra record, il libro passò poi di proprietario in proprietario fino al secondo dopoguerra, quando fu acquisito dalla British Library.

## Il libro
La trama di Alice's adventures undergrond è pressoché identica a quella di Alice nel Paese delle Meraviglie, ma presenta alcune sostanziali differenze: innanzitutto è suddivisa in soli quattro capitoli, contro i dodici del libro definitivo, scanditi dal solo numero progressivo e non da un titolo sintetico; in essi sono accorpate molte scene che nel libro del 1865 saranno sviluppate e approfondite in più capitoli. Lo stile è inoltre più semplice, e i componimenti poetici ideati da Carroll sono molti meno. Allo stesso modo, la componente magica e simbolica della storia, fortemente presente in Alice nel Paese delle Meraviglie, è qui appena accennata: sono quindi quasi assenti le implicazioni filosofiche, matematiche e morali della versione definitiva.
Altre differenze notevoli:
- Sono assenti il Gatto del Cheshire, il Cappellaio Matto e la Lepre marzolina;
- La Duchessa Brutta è pure assente, ma la Regina di Cuori pronuncia alcune battute che nella versione definitiva saranno sue;
- Il poemetto Fury Said to a mouse, presente nel terzo capitolo del libro finale, è sostituito da un altro componimento, We lived beneath the rug, che oltre ad avere la stessa metrica si sviluppa graficamente come la coda di un topo. Si tratta dell'unica poesia presente nel manoscritto originale e non nel libro definitivo.

## Edizioni italiane
- Alice underground. Con il manoscritto illustrato dall'autore, traduzione di Aldo Cammarata, Stampa alternativa 2019